# Scemi da matrimonio
Scemi da matrimonio è stato un programma televisivo italiano prodotto dalla società Star-M in onda dal 17 marzo 2021 al 18 aprile 2021 in seconda serata, su TV8 e dal 22 Maggio 2025 visibile su Prime Video.

## Trasmissione
Nato da un'idea di Mitch, Gilberto Penza in arte Gibba e Salvatore Barbato.
Gli autori si accordano con parenti, amici, complici per organizzare uno scherzo agli sposi “vittime" prescelti. La maggior parte degli scherzi sono realizzati nel giorno più importante per una coppia di innamorati, durante il matrimonio . Tra le particolarità e criticità – si evidenziano che la vittima non è soltanto lo sposo o la sposa, ma anche tutti gli altri invitati al matrimonio, ignari di quanto stia accadendo.
In ogni puntata c'è l'inserimento di guest star: Adriana Volpe, Giovanni Ciacci, Raffaella Fico ed altri, che ricoprono il ruolo di giudici dove hanno il compito di commentare le reazioni degli sposi e raccontare aneddoti sui matrimoni.